# August Blum
August Blum, nemški general in vojaški zdravnik, * 17. avgust 1889, Reichensachsen, † 25. maj 1952, Reichensachsen.

## Življenjepis
Pred drugo svetovno vojno je bil divizijski zdravnik 15. pehotne divizije (1938–39), nato pa je bil korpusni zdravnik 12. armadnega korpusa (1939), Armadnega oddelka A (1939) in 9. armadnega korpusa (1949–41). 
Od leta 1941 do upokojitve leta 1944 je bil glavni medicinski častnik pri Vojaškem poveljniku Belgije-Severne Francije.